# باميان
باميان هي مدينة في وسط أفغانستان، وعاصمة ولاية باميان. قُدِّر عدد سكانها بحوالي 61,863 نسمة. تقع شمال غرب مدينة كابل التي تبعد عنها بحوالي 240 كيلومتراً. عُرفت المدينة بتمثال بوذا باميان الذي كان موجوداً لحوالي 2000 سنة. تقع المدينة على طريق الحرير التاريخي فاعتبرت منذ القدم وصلة بين الشرق والغرب، حيث لعبت دوراً بارزاً في التجارة بين الصين والشرق الأوسط. جعلها الشون عاصمة لهم في القرن الخامس الميلادي. بسبب كثرة تواجد البوذيين والتماثيل الضخمة وحطام كهوف الرهبان ومناظرها الجميلة، تعتبر باميان إحدى أكثر المدن الأفغانية زيارة.
يعيش معظم سكان المدينة في وادي باميان على ارتفاع 2800 متراً، الذي يقع بين جبلين أحدهما هندوكش. الجدير بالذكر أنه لا توجد بنية تحتية في المدينة، حيث لا يوجد لها إمدادت كهربائية ومائية. تغطي المناطق الجبلية 90 % من المنطقة، وفصل الشتاء يدوم ست أشهر فيها حيث تكون فيه درجة الحرارة بين 3 إلى 20 درجة سيليزية دون الصفر. من أبرز محاصيل المنطقة الزراعية القمح والشعير.
ومعظم سكان باميان هم من المسلمين الشيعة الإثني عشرية، وفيها أقليات من مذاهب إسلامية أخرى،
كم إن معظم سكانها هم من قومية الهزارة، وفيها قلة من قوميات البشتون والطاجيك.

## المناخ
يظهر الجدول التالي التغييرات المناخية على مدار السنة لباميان:
| البيانات المناخية لـباميان | البيانات المناخية لـباميان | البيانات المناخية لـباميان | البيانات المناخية لـباميان | البيانات المناخية لـباميان | البيانات المناخية لـباميان | البيانات المناخية لـباميان | البيانات المناخية لـباميان | البيانات المناخية لـباميان | البيانات المناخية لـباميان | البيانات المناخية لـباميان | البيانات المناخية لـباميان | البيانات المناخية لـباميان | البيانات المناخية لـباميان |
| الشهر                      | يناير                      | فبراير                     | مارس                       | أبريل                      | مايو                       | يونيو                      | يوليو                      | أغسطس                      | سبتمبر                     | أكتوبر                     | نوفمبر                     | ديسمبر                     | المعدل السنوي              |
| -------------------------- | -------------------------- | -------------------------- | -------------------------- | -------------------------- | -------------------------- | -------------------------- | -------------------------- | -------------------------- | -------------------------- | -------------------------- | -------------------------- | -------------------------- | -------------------------- |
| [بحاجة لمصدر]              |                            |                            |                            |                            |                            |                            |                            |                            |                            |                            |                            |                            |                            |

</ref>|source 2=الإدارة الوطنية للمحيطات والغلاف الجوي (1960–1983)|date=January 2011}}